# Leszczyn Szlachecki
Leszczyn Szlachecki (do 31 grudnia 2002 Leszczyno Szlacheckie) – wieś sołecka w Polsce położona w województwie mazowieckim, w powiecie płockim, w gminie Bielsk.
W latach 1975–1998 miejscowość administracyjnie należała do województwa płockiego. 1 stycznia 2003 nastąpiła zmiana nazwy wsi z Leszczyno Szlacheckie na Leszczyn Szlachecki.